# 刘冰鉴
刘冰鉴（1963年10月16日—），安徽人，毕业于北京电影学院，中国大陆电影导演。

## 生平
1963年，刘冰鉴出生在安徽省。最初，他学习美术，打算当一名画家。后来，他考入北京电影学院学习电影。 毕业后，他执导了第一部作品《砚床》，但是，在国内国外都遭遇到失败。
1999年，刘冰鉴执导了同性恋题材电影《男男女女》，遭到中华人民共和国政府禁止播出，而这部电影也被视为中华人民共和国少有的同性恋作品。
2002年，刘冰鉴执导了《哭泣的女人》。
2004年，刘冰鉴的作品《春花开》被中华人民共和国政府认可，并且由著名女演员刘晓庆出演。2004年，这部电影在多伦多国际电影节首映。

## 作品
| 年份 | 中文名     | 备注 |
| ---- | ---------- | ---- |
| 1995 | 砚床       |      |
| 1999 | 男男女女   |      |
| 2002 | 哭泣的女人 |      |
| 2004 | 春花开     |      |

## 奖项
| 年份 | 作品         | 奖项                                           | 是否得奖 | 备注  |
| ---- | ------------ | ---------------------------------------------- | -------- | ----- |
| 1995 | 《研床》     | 第16届中国电影金鸡奖最佳导演处女作             | 提名     | [ 5 ] |
| 1995 | 《研床》     | 第16届中国电影金鸡奖最佳美术                   | 提名     | [ 5 ] |
| 1999 | 《男男女女》 | 第52届瑞士洛迦诺国际电影节费比西国际影评人大奖 | 獲獎     | [ 5 ] |
| 2002 | 《哭泣女人》 | 戛纳电影节最佳女演员特别贡献奖                 | 獲獎     | [ 5 ] |
| 2002 | 《哭泣女人》 | 法国文化部和法国外交部之“南方基金”大奖         | 獲獎     | [ 5 ] |
| 2002 | 《哭泣女人》 | 韩国釜山国际电影节“柯达影像剧本大奖”           | 獲獎     | [ 5 ] |
| 2002 | 《哭泣女人》 | 亚洲电影推广大奖                               | 獲獎     | [ 5 ] |